# Sentenac-d'Oust
Pour les articles homonymes, voir Sentenac.
Sentenac-d'Oust est une commune française située dans le département de l'Ariège, en région Occitanie.
Incluse dans le parc naturel régional des Pyrénées ariégeoises, la commune possède un patrimoine naturel remarquable composé de trois zones naturelles d'intérêt écologique, faunistique et floristique.

## Géographie

### Localisation
La commune de Sentenac-d'Oust se trouve dans le département de l'Ariège. Commune des Pyrénées située dans le Couserans en Haut-Salat, elle fait partie du parc naturel régional des Pyrénées ariégeoises.
Elle se situe à 36 km à vol d'oiseau de Foix, à 12 km de Saint-Girons,  et à 25 km de La Bastide-de-Sérou.
La commune fait en outre partie du bassin de vie de Saint-Girons.
Elle se trouve dans le  parc naturel régional des Pyrénées ariégeoises
Sur le plan historique et culturel, Sentenac-d'Oust fait partie du Couserans, pays aux racines gasconnes structuré par le cours du Salat (affluent de la Garonne), que rien ne prédisposait à rejoindre les anciennes dépendances du comté de Foix.
La commune fait partie du bassin de vie de Saint-Girons.

### Communes limitrophes
Les communes limitrophes sont  Alos, Bethmale, Seix et Soueix-Rogalle.
|          | Alos            | Soueix-Rogalle |
| Bethmale | Sentenac-d'Oust |                |
|          |                 | Seix           |

### Géologie et relief
La commune est située dans les Pyrénées, une chaîne montagneuse jeune, érigée durant l'ère tertiaire (il y a 40 millions d'années environ), en même temps que les Alpes. Elle est traversée par la Faille nord-pyrénéenne, qui sépare la Zone axiale pyrénéenne (ZA) ou haute chaîne primaire de la Zone nord-pyrénéenne (ZNP), au nord. Les terrains affleurants sur le territoire communal sont constitués de roches sédimentaires datant pour certaines du Mésozoïque, anciennement appelé Ère secondaire, qui s'étend de −252,2 à −66,0 Ma, et pour d'autres du Protérozoïque, le dernier éon du Précambrien sur l’échelle des temps géologiques. La structure détaillée des couches affleurantes est décrite dans les feuilles « n°1074 - Saint-Girons » et « n°1086 - Aulus-les-Bains » de la carte géologique harmonisée au 1/50 000ème du département de l'Ariège, et leurs notices associées,.
La superficie cadastrale de la commune publiée par l’Insee, qui sert de références dans toutes les statistiques, est de 18,38 km2,. La superficie géographique, issue de la BD Topo, composante du Référentiel à grande échelle produit par l'IGN, est quant à elle de 18,59 km2. Son relief est particulièrement escarpé puisque la dénivelée maximale atteint 1 712 mètres. L'altitude du territoire varie entre 592 m et 2 304 m.
La superficie de la commune est de 1 838 hectares ; son altitude varie de 592  à   2 304 mètres.
Pour la Société méridionale de spéléologie et de préhistoire, il existe à ce jour sept cavités.
Les grottes du Quer situées sur la route de Sentenac à Seix sont bien visibles et sont répertoriées dans le massif karstique de Sourroque. Les autres sont intégrées dans le massif karstique du Haut-Lez et du Haut-Salat. Le puits de Lézurs, le trou de Casabédé et deux trous souffleurs se trouvent au Cap Ner.

### Hydrographie

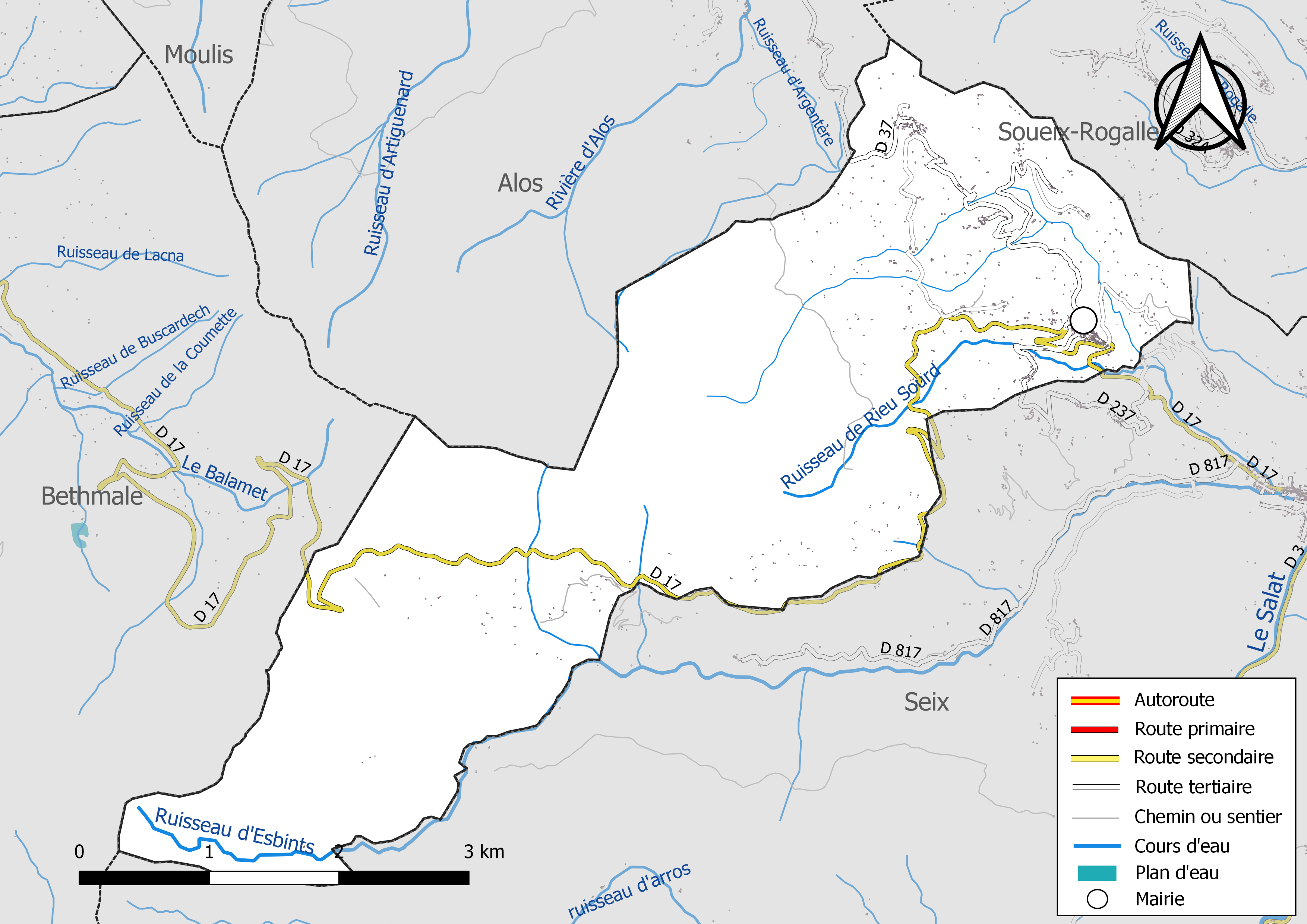
Réseaux hydrographique et routier de Sentenac-d'Oust.

La commune est dans le bassin versant de la Garonne, au sein du bassin hydrographique Adour-Garonne. Elle est drainée par le ruisseau d'Esbints, le ruisseau de Rieu Sourd et par divers petits cours d'eau, constituant un réseau hydrographique de 12 km de longueur totale,.
Le ruisseau d'Esbints, d'une longueur totale de 11,5 km, prend sa source dans la commune de Sentenac-d'Oust et s'écoule d'ouest en est. Il traverse la commune et se jette dans le Salat à Seix.

### Climat
Pour des articles plus généraux, voir Climat de l'Occitanie et Climat de l'Ariège.
En 2010, le climat de la commune est de type climat des marges montargnardes, selon une étude s'appuyant sur une série de données couvrant la période 1971-2000. En 2020, Météo-France publie une typologie des climats de la France métropolitaine dans laquelle la commune est exposée à un climat de montagne et est dans la région climatique Pyrénées centrales, caractérisée par une pluviométrie annuelle de 1 000 à 1 200 mm.
Pour la période 1971-2000, la température annuelle moyenne est de 11,5 °C, avec une amplitude thermique annuelle de 15,1 °C. Le cumul annuel moyen de précipitations est de 1 071 mm, avec 10 jours de précipitations en janvier et 7,3 jours en juillet. Pour la période 1991-2020, la température moyenne annuelle observée sur la station météorologique la plus proche, située sur la commune de Lorp-Sentaraille à 16 km à vol d'oiseau, est de 12,5 °C et le cumul annuel moyen de précipitations est de 973,2 mm,. Pour l'avenir, les paramètres climatiques de la commune estimés pour 2050 selon différents scénarios d'émission de gaz à effet de serre sont consultables sur un site dédié publié par Météo-France en novembre 2022.

### Milieux naturels et biodiversité

#### Espaces protégés
La protection réglementaire est le mode d’intervention le plus fort pour préserver des espaces naturels remarquables et leur biodiversité associée,.
La commune fait partie du parc naturel régional des Pyrénées ariégeoises, créé en 2009 et d'une superficie de 245 973 ha, qui s'étend sur 138 communes du département. Ce territoire unit les plus hauts sommets aux frontières de l’Andorre et de l’Espagne (la Pique d'Estats, le mont Valier, etc) et les plus hautes vallées des avants-monts, jusqu’aux plissements du Plantaurel.

#### Zones naturelles d'intérêt écologique, faunistique et floristique
L’inventaire des zones naturelles d'intérêt écologique, faunistique et floristique (ZNIEFF) a pour objectif de réaliser une couverture des zones les plus intéressantes sur le plan écologique, essentiellement dans la perspective d’améliorer la connaissance du patrimoine naturel national et de fournir aux différents décideurs un outil d’aide à la prise en compte de l’environnement dans l’aménagement du territoire.
Une ZNIEFF de type 1 est recensée sur la commune :
le « massif du Bouireix et montagnes de Sourroque » (13 572 ha), couvrant 14 communes du département et deux ZNIEFF de type 2, : 
- le « massif du Mont Valier » (0 ha), couvrant 9 communes du département[30] ;
- les « massifs du mont Valier, du Bouirex et montagnes de Sourroque » (32 357 ha), couvrant 18 communes du département[31].

Carte des ZNIEFF de type 1 et 2 à Sentenac-d'Oust.
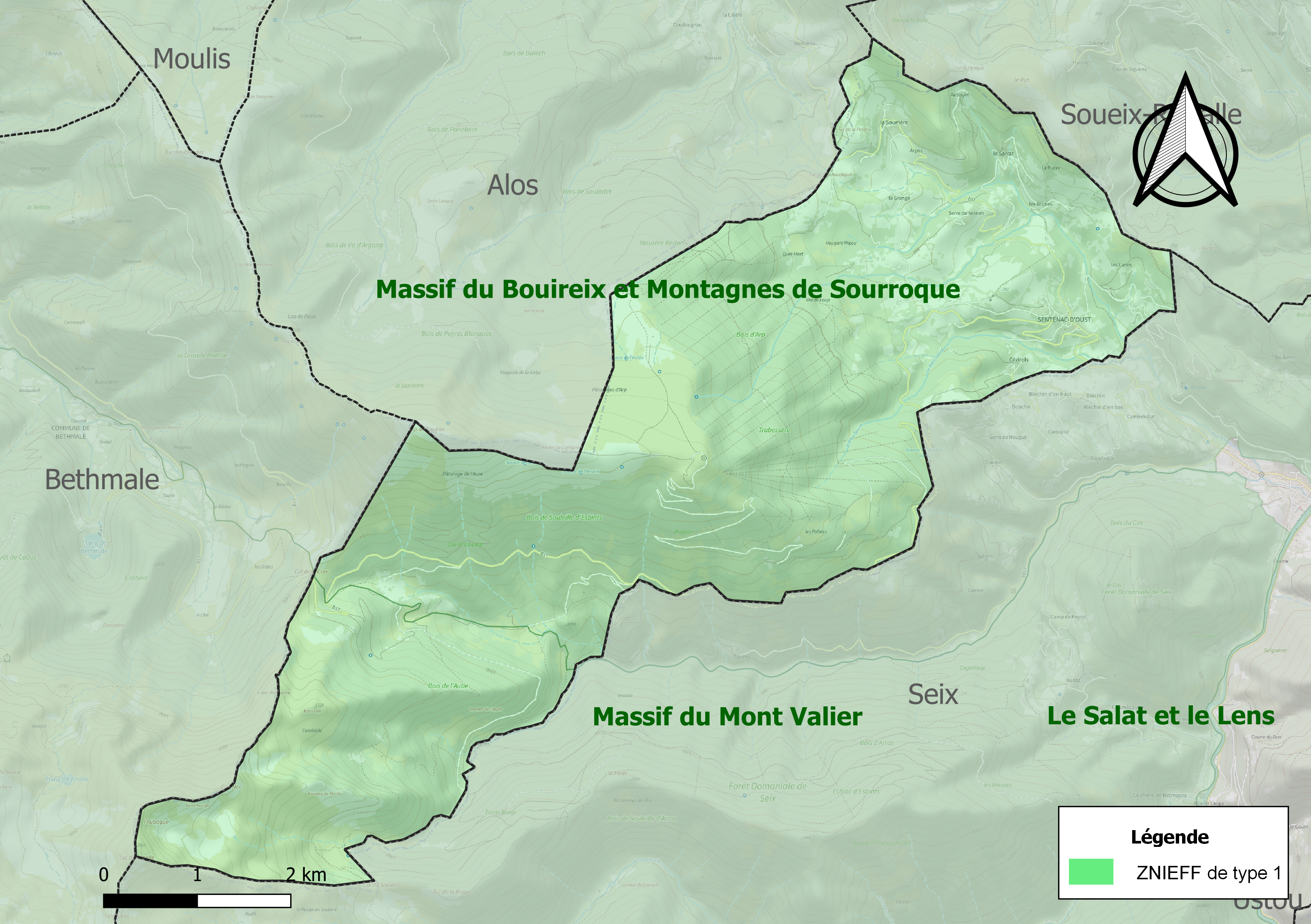
Carte de la ZNIEFF de type 1 sur la commune.
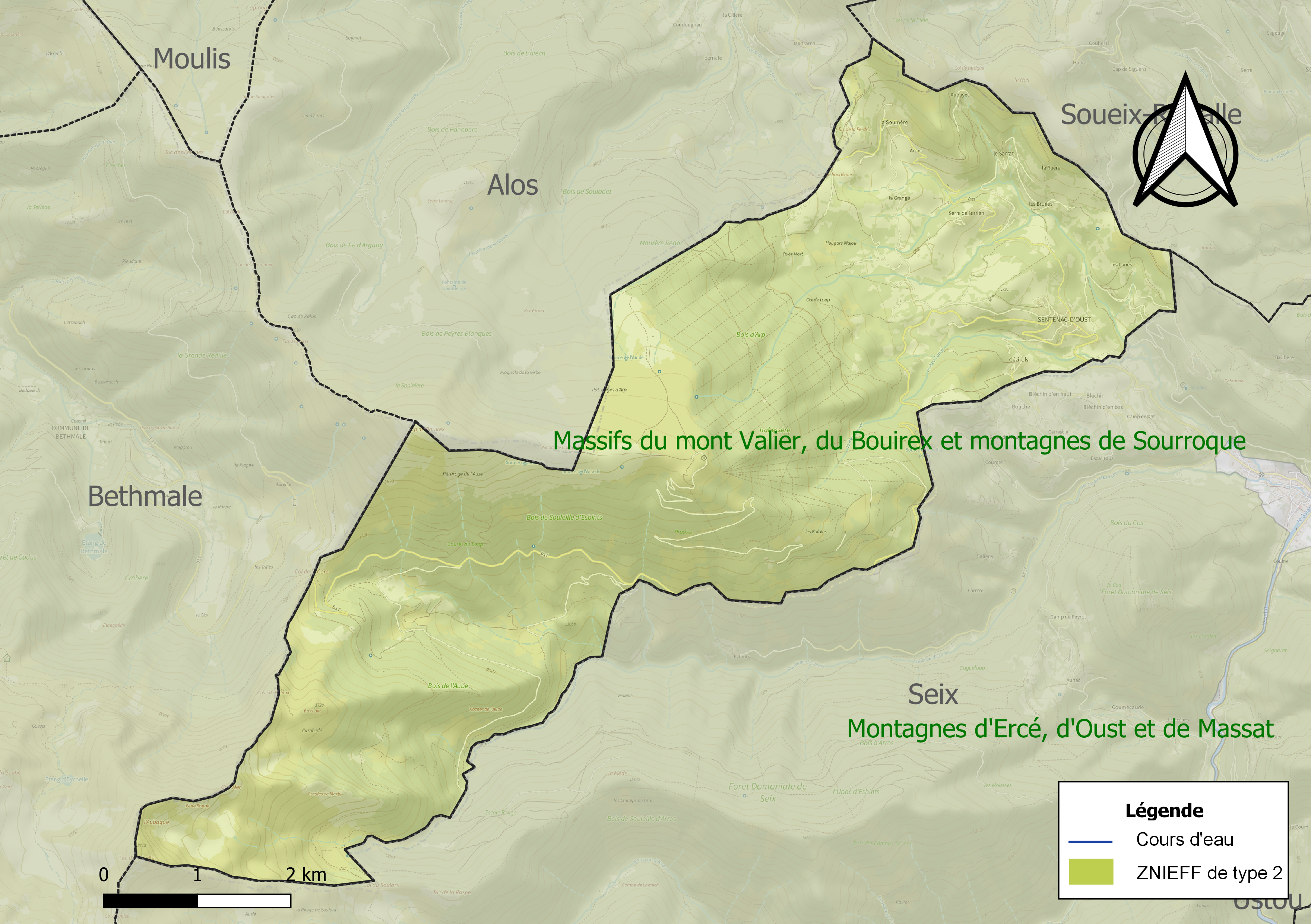
Carte des ZNIEFF de type 2 sur la commune.

## Urbanisme

### Typologie
Au 1er janvier 2024, Sentenac-d'Oust est catégorisée commune rurale à habitat très dispersé, selon la nouvelle grille communale de densité à 7 niveaux définie par l'Insee en 2022.
Elle est située hors unité urbaine. Par ailleurs la commune fait partie de l'aire d'attraction de Saint-Girons, dont elle est une commune de la couronne,. Cette aire, qui regroupe 70 communes, est catégorisée dans les aires de moins de 50 000 habitants,.

### Occupation des sols

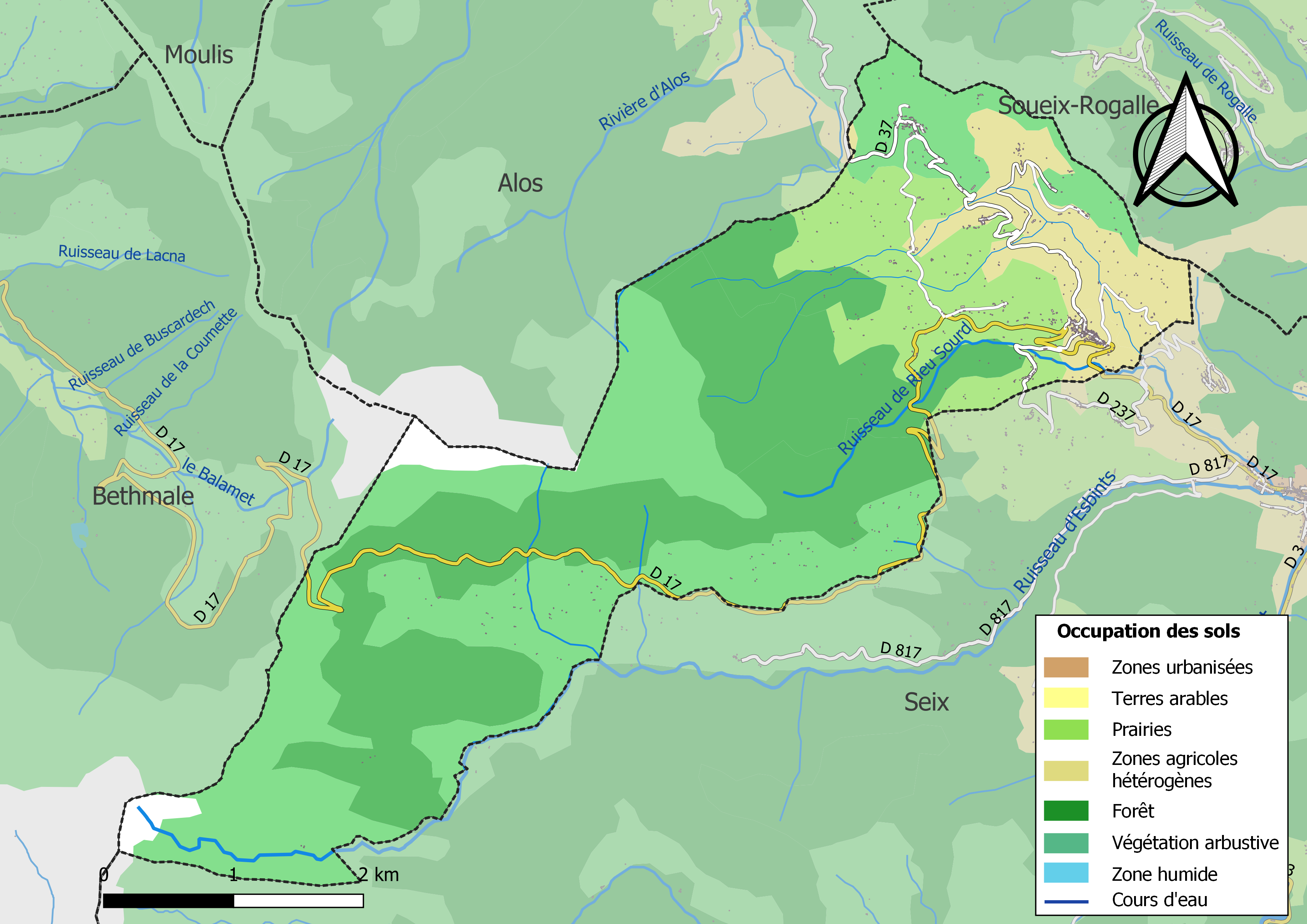
Carte des infrastructures et de l'occupation des sols de la commune en 2018 (CLC).

L'occupation des sols de la commune, telle qu'elle ressort de la base de données européenne d’occupation biophysique des sols Corine Land Cover (CLC), est marquée par l'importance des forêts et milieux semi-naturels (78,8 % en 2018), une proportion sensiblement équivalente à celle de 1990 (77,9 %).
La répartition détaillée en 2018 est la suivante : milieux à végétation arbustive et/ou herbacée (39 %), forêts (37,1 %), prairies (12,1 %), zones agricoles hétérogènes (9,1 %), espaces ouverts, sans ou avec peu de végétation (2,7 %).
L'évolution de l’occupation des sols de la commune et de ses infrastructures peut être observée sur les différentes représentations cartographiques du territoire : la carte de Cassini (XVIIIe siècle), la carte d'état-major (1820-1866) et les cartes ou photos aériennes de l'IGN pour la période actuelle (1950 à aujourd'hui).

### Lieux-dits, hameaux et écarts
Hameaux : Arpos, Aubayech, Brune, Cézirols, Campagna, Laslane, Sarrat, la Serre, la Soumère, les Majoulas...

### Habitat et logement
En 2021, le nombre total de logements dans la commune était de 255, alors qu'il était de 242 en 2016 et de 235 en 2011. Parmi ces logements, 21,8 % étaient des résidences principales, 76,7 % des résidences secondaires et 1,6 % des logements vacants. Ces logements étaient pour 98,4 % d'entre eux des maisons individuelles et pour 1,6 % des appartements. Le tableau ci-dessous présente la typologie des logements à Sentenac-d'Oust en 2021 en comparaison avec celle de l'Ariège et de la France entière. Une caractéristique marquante du parc de logements est ainsi une proportion de résidences secondaires et logements occasionnels (76,7 %) supérieure à celle du département (24,5 %) et à celle de la France entière (9,7 %).
| Typologie                                               | Sentenac-d'Oust | Ariège | France entière |
| ------------------------------------------------------- | --------------- | ------ | -------------- |
| Résidences principales (en %)                           | 21,8            | 66,4   | 82,2           |
| Résidences secondaires et logements occasionnels (en %) | 76,7            | 24,5   | 9,7            |
| Logements vacants (en %)                                | 1,6             | 9      | 8,1            |

### Voies de communication et transports
Par le col de la Core (1 395 mètres), on accède par la RD 17 à la vallée de Bethmale (Castillonnais). cette route touristique est régulièrement au programme du Tour de France cycliste. Le col offre un spot apprécié pour le parapente et un point de départ de randonnées. Depuis le village, par la D 37, on rejoint également le col de Catchaudégué (893 m) pour aller randonner vers le cap de Bouirex (1 873 m), belvédère naturel du Couserans, ou continuer la route en descendant vers Alos.

### Risques naturels et technologiques
Le territoire de la commune de Sentenac-d'Oust est vulnérable à différents aléas naturels : inondations, climatiques (grand froid ou canicule), feux de forêts, mouvements de terrains, avalanche  et séisme (sismicité modérée). Il est également exposé à un risque particulier, le risque radon,.

#### Risques naturels

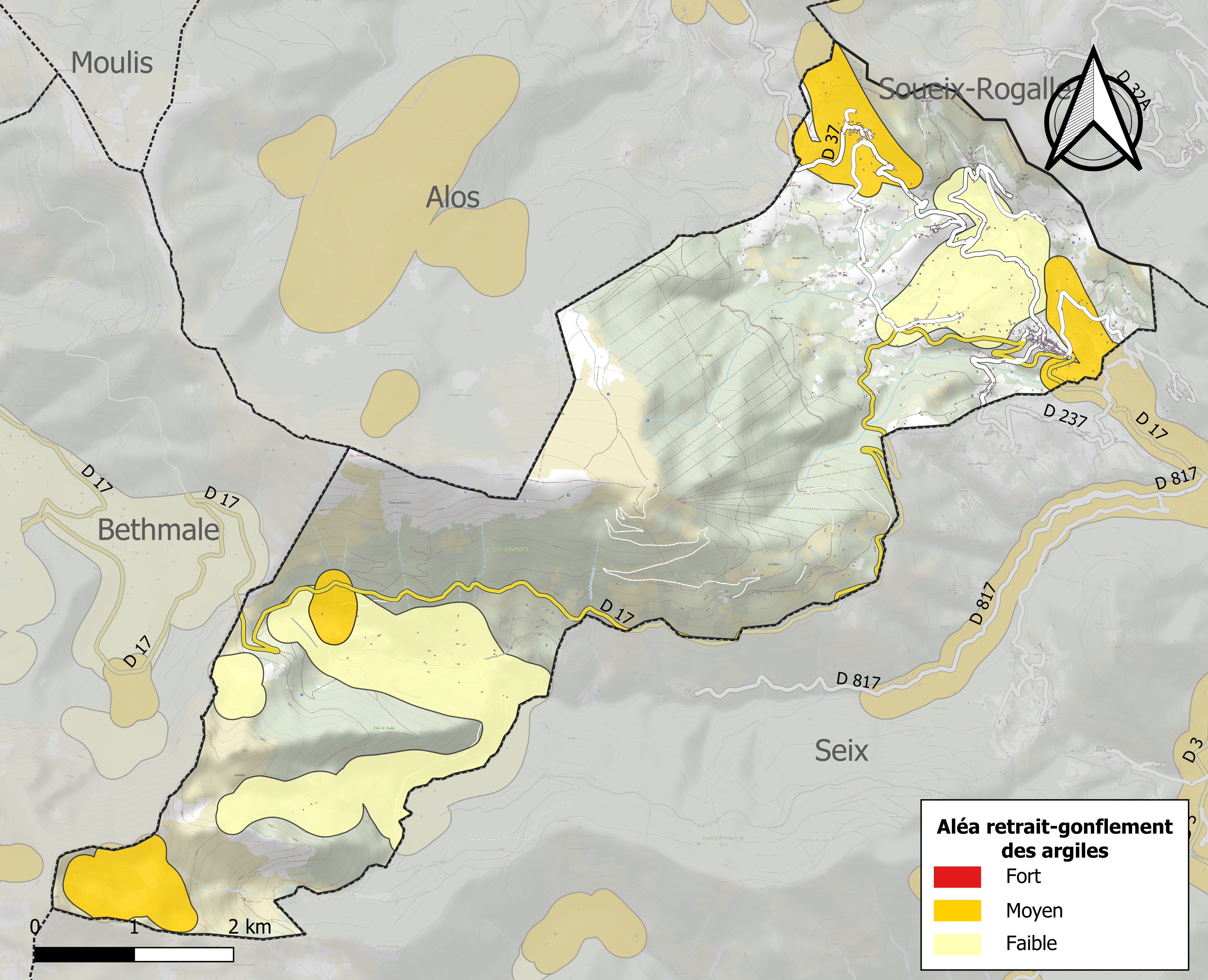
Zonage de l'aléa retrait-gonflement des argiles sur la commune de Sentenac-d'Oust.

Certaines parties du territoire communal sont susceptibles d’être affectées par le risque d’inondation par crue torrentielle d'un cours d'eau, ou ruissellement d'un versant.
Les mouvements de terrains susceptibles de se produire sur la commune sont soit des chutes de blocs, soit des glissements de terrains, soit des mouvements liés au retrait-gonflement des argiles. Près de 50 % de la superficie du département est concernée par l'aléa retrait-gonflement des argiles, dont la commune de Sentenac-d'Oust. L'inventaire national des cavités souterraines permet par ailleurs de localiser celles situées sur la commune.

#### Risque particulier
Dans plusieurs parties du territoire national, le radon, accumulé dans certains logements ou autres locaux, peut constituer une source significative d’exposition de la population aux rayonnements ionisants. Toutes les communes du département sont concernées par le risque radon à un niveau plus ou moins élevé. Selon la classification de 2018, la commune de Sentenac-d'Oust est classée en zone 3, à savoir zone à potentiel radon significatif.

## Toponymie
Jusqu'à la Révolution française la localité porte le nom de Sentenac-en-Couserans et dépend de la vicomté de Couserans.

## Histoire
Selon les travaux de Jean-Joseph Peyronne (voir Bibliographie), ce village est sans doute une création relativement tardive et pourrait être la survivance d’une villa gallo-romaine ou tout simplement une dépendance d’un grand domaine du bourg Vicus (aujourd’hui Vic d’Oust).
Dans son ouvrage « Le Comminges et le Couserans avant la domination romaine », Raymond Lizop signale l’existence d’une fonderie antique de cuivre sur les flancs du Bouirex vers le col de la Core.. Mussy et Daubrée ont évoqué la présence de débris de céramique. Aucune trace de ce site n’a été trouvée., même les investigations du BRGM ont été infructueuses.
Dès la fin du Ier siècle, les campagnes connurent un accroissement sensible du nombre d'établissements ruraux en fonction de la qualité des terroirs et à des nécessités de parcours des troupeaux. Vu la fertilité du lieu, une exploitation aurait pu s'installer. L'époque gallo-romaine s'est illustrée par la mise en pratique des techniques de gestion de l'eau. Il existait plusieurs moyens de s'approvisionner en eau. Le plus simple étant le puisage direct des sources et des rivières ; et là, pas d'indices archéologiques. L'ancienne implantation du village semble logique dans la mesure où il s'est édifié à la confluence de deux ruisseaux ; La Caraou, le ruisseau de Sérieng. Moins de problèmes pour se ravitailler en eau. Un ancien moulin est toujours visible sur le site. Vu le savoir-faire des Gallo-Romains et des Romains, on peut supposer que des canalisations avaient été construites. À cette époque, il était courant de maintenir la régularité du dénivelé en élevant la canalisation sur un muret. Dans la tradition orale, les conduites d’eau destinées aux habitations étaient appelées il y a encore une dizaine d'années, aqueducs. Survivance?
La commune possédait trois écoles : l'école des garçons (la mairie), l'école des filles au fond du village et l'école du hameau de la Soumère. Il y avait aussi deux moulins.

## Politique et administration

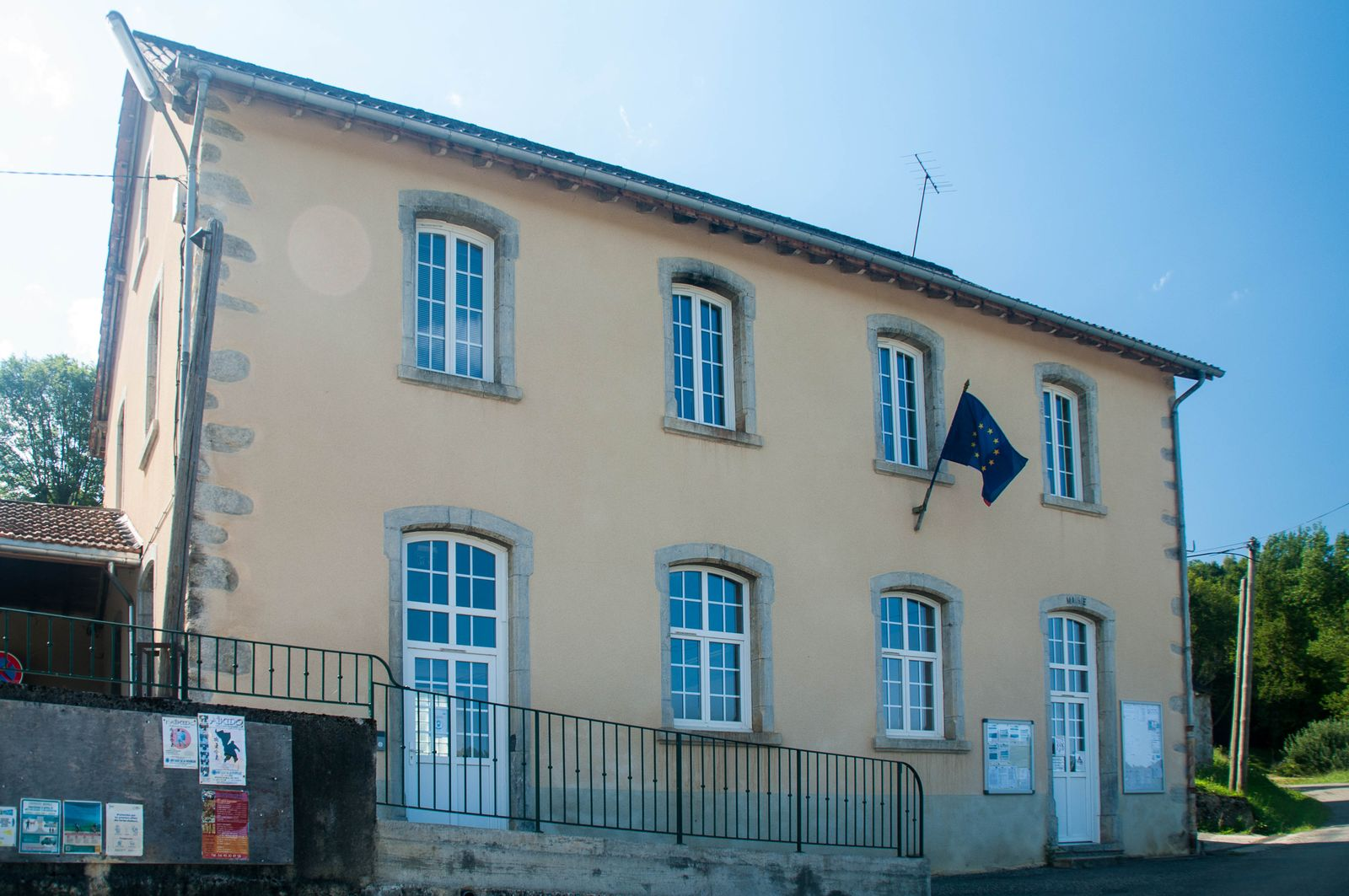
La mairie en août 2021.

### Rattachements administratifs et électoraux

#### Rattachements administratifs
La commune se trouve dans l'arrondissement de Saint-Girons du département de l'Ariège.
Elle faisait partie depuis 1793 du canton d'Oust. Dans le cadre du redécoupage cantonal de 2014 en France, cette circonscription administrative territoriale a disparu, et le canton n'est plus qu'une circonscription électorale.

#### Rattachements électoraux
Pour les élections départementales, la commune fait partie depuis 2014 du canton du Couserans Est.
Pour l'élection des députés, elle fait partie de la première circonscription de l'Ariège depuis le redécoupage électoral de 1986.

### Intercommunalité
Sentenac-d'Oust était membre de la  petite communauté de communes du canton d'Oust, un établissement public de coopération intercommunale (EPCI) à fiscalité propre créé en 2000 et auquel la commune avait transféré un certain nombre de ses compétences, dans les conditions déterminées par le code général des collectivités territoriales.
Dans le cadre des dispositions de la loi portant nouvelle organisation territoriale de la République du 7 août 2015, qui prévoit que les établissements publics de coopération intercommunale (EPCI) à fiscalité propre doivent avoir un minimum de 15 000 habitants, cette intercommunalité a fusionné avec ses voisines pour former, le 1er janvier 2017, la communauté de communes Couserans-Pyrénées, dont est désormais membre la commune.

### Administration municipale
Le nombre d'habitants  étant compris entre 100 et 499, le nombre de membres du conseil municipal  est de onze, y compris le maire et ses adjoints.

### Liste des maires
| Période                                  | Période                        | Identité     | Étiquette | Qualité                              |
| ---------------------------------------- | ------------------------------ | ------------ | --------- | ------------------------------------ |
| Les données manquantes sont à compléter. |                                |              |           |                                      |
|                                          |                                |              |           |                                      |
| mars 2001                                | 2014                           | Jean Durand  |           | Ancien militaire de l'armée de l'air |
| mars 2014                                | juillet 2020                   | René Pujol   |           | Retraité Fonction publique           |
| juillet 2020                             | 2023                           | Dean Killian |           | Artisan                              |
| août 2023                                | En cours (au 30 novembre 2023) | Damien Duran |           | Agriculteur                          |

## Équipements et services publics

### Enseignement
Sentenac-d'Oust fait partie de l'académie de Toulouse.
L'école primaire et le collège sont dispensés à Seix.

## Population et société
Les habitants sont appelés les Sentenacois ou Sentenacoises.

### Démographie
L'évolution du nombre d'habitants est connue à travers les recensements de la population effectués dans la commune depuis 1793. Pour les communes de moins de 10 000 habitants, une enquête de recensement portant sur toute la population est réalisée tous les cinq ans, les populations de référence des années intermédiaires étant quant à elles estimées par interpolation ou extrapolation. Pour la commune, le premier recensement exhaustif entrant dans le cadre du nouveau dispositif a été réalisé en 2004.

En 2022, la commune comptait 105 habitants, en évolution de −3,67 % par rapport à 2016 (Ariège : +1,48 %, France hors Mayotte : +2,11 %).
| 1793  | 1800 | 1806  | 1821 | 1831  | 1836  | 1841  | 1846  | 1851  |
| ----- | ---- | ----- | ---- | ----- | ----- | ----- | ----- | ----- |
| 1 014 | 870  | 1 206 | 937  | 1 208 | 1 218 | 1 250 | 1 503 | 1 514 |

| 1856  | 1861  | 1866  | 1872  | 1876  | 1881  | 1886  | 1891  | 1896 |
| ----- | ----- | ----- | ----- | ----- | ----- | ----- | ----- | ---- |
| 1 516 | 1 518 | 1 504 | 1 216 | 1 160 | 1 111 | 1 067 | 1 016 | 924  |

| 1901 | 1906 | 1911 | 1921 | 1926 | 1931 | 1936 | 1946 | 1954 |
| ---- | ---- | ---- | ---- | ---- | ---- | ---- | ---- | ---- |
| 885  | 861  | 767  | 602  | 591  | 560  | 519  | 390  | 255  |

| 1962 | 1968 | 1975 | 1982 | 1990 | 1999 | 2004 | 2006 | 2009 |
| ---- | ---- | ---- | ---- | ---- | ---- | ---- | ---- | ---- |
| 184  | 148  | 123  | 98   | 98   | 96   | 89   | 85   | 90   |

| 2014 | 2019 | 2022 | - | - | - | - | - | - |
| ---- | ---- | ---- | - | - | - | - | - | - |
| 107  | 105  | 105  | - | - | - | - | - | - |

| selon la population municipale des années : | 1968 | 1975 | 1982 | 1990 | 1999 | 2006 | 2009 | 2013 |
| Rang de la commune dans le département      | 184  | 181  | 187  | 206  | 208  | 238  | 240  | 226  |
| Nombre de communes du département           | 340  | 328  | 330  | 332  | 332  | 332  | 332  | 332  |

Sentenac-d'Oust est une commune rurale qui compte 105 habitants en 2022, après avoir connu un pic de population de 1 518 habitants en 1861.

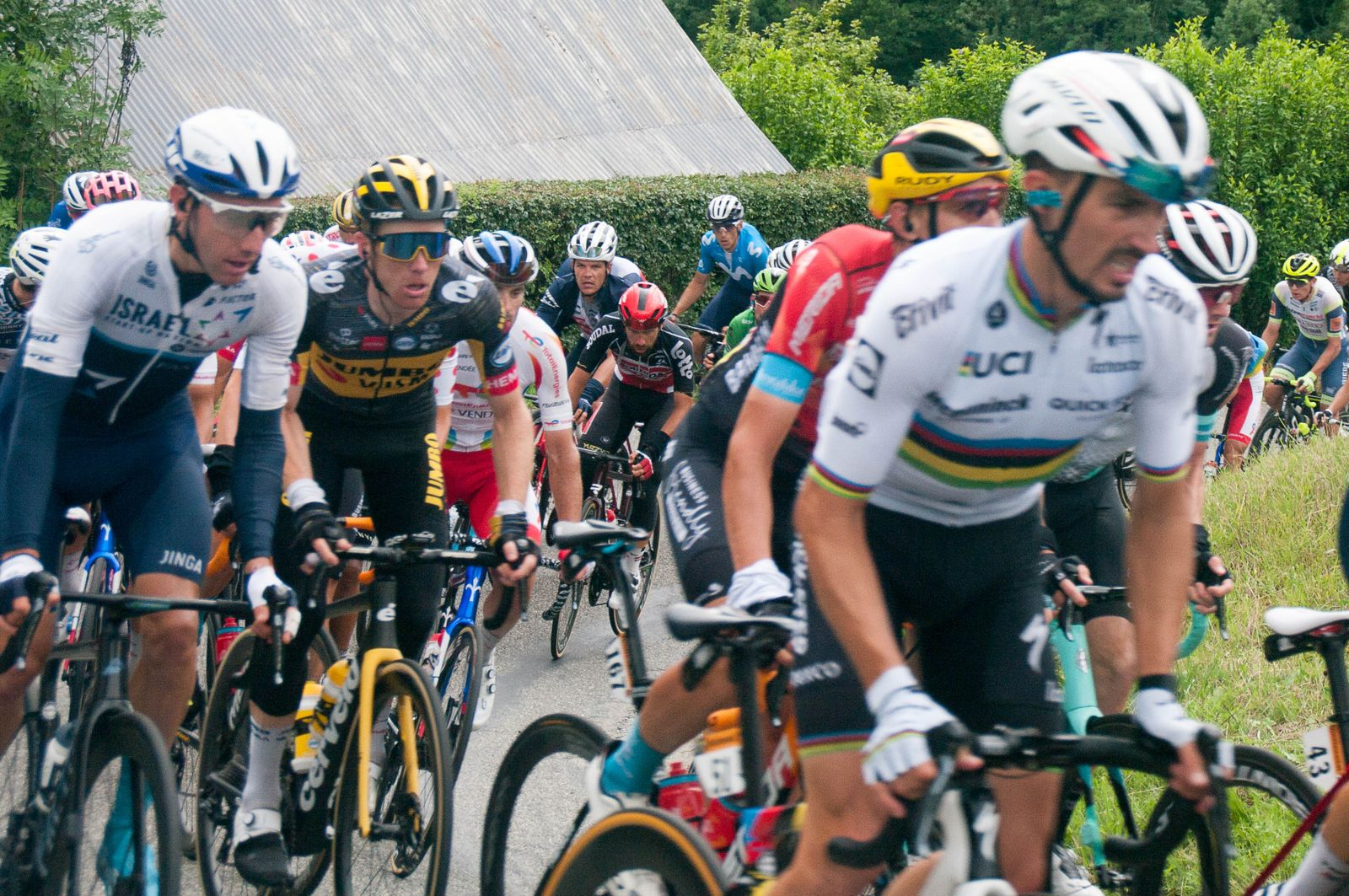
Julian Alaphilippe en route pour le Col de la Core lors de la 16e étape du Tour de France 2021.

### Manifestations culturelles et festivités
Lorsque le Tour de France emprunte le col de la Core (1re catégorie au Grand prix de la montagne), il traverse la commune.

### Sports et loisirs
Randonnée pédestre, parapente depuis le col de la Core, altisurface au Cap de Bouirex.

## Économie

### Emploi
| Division       | 2008   | 2013   | 2018   |
| -------------- | ------ | ------ | ------ |
| Commune        | 11,7 % | 16,4 % | 19 %   |
| Département    | 8,9 %  | 11,1 % | 11,2 % |
| France entière | 8,3 %  | 10 %   | 10 %   |

En 2018, la population âgée de 15 à 64 ans s'élève à 64 personnes, parmi lesquelles on compte 77,8 % d'actifs (58,7 % ayant un emploi et 19 % de chômeurs) et 22,2 % d'inactifs,. Depuis 2008, le taux de chômage communal (au sens du recensement) des 15-64 ans est supérieur à celui de la France et du département.
La commune fait partie de la couronne de l'aire d'attraction de Saint-Girons, du fait qu'au moins 15 % des actifs travaillent dans le pôle,. Elle compte 18 emplois en 2018, contre 13 en 2013 et 16 en 2008. Le nombre d'actifs ayant un emploi résidant dans la commune est de 37, soit un indicateur de concentration d'emploi de 48,4 % et un taux d'activité parmi les 15 ans ou plus de 57 %.
Sur ces 37 actifs de 15 ans ou plus ayant un emploi, 13 travaillent dans la commune, soit 35 % des habitants. Pour se rendre au travail, 97,3 % des habitants utilisent un véhicule personnel ou de fonction à quatre roues et 2,7 % n'ont pas besoin de transport (travail au domicile).

### Activités hors agriculture
7 établissements sont implantés  à Sentenac-d'Oust au 31 décembre 2019.
Le secteur de la construction est prépondérant sur la commune puisqu'il représente 57,1 % du nombre total d'établissements de la commune (4 sur les 7 entreprises implantées  à Sentenac-d'Oust), contre 14,2 % au niveau départemental.

### Agriculture
La vocation de Sentenac était avant tout pastorale. Les vastes estives qui s'étendent sur une partie du massif du Bouirex et de la haute vallée du ruisseau d'Esbints comprenaient plusieurs cabanes : Casabèdé, Lézurs, Tariol, l'Artigues et la Coumière. Le pâturage de la Coumière était très riche en réglisse, ce qui conférait au fromage du lieu un goût particulier. Cette saveur assurait sa réputation jusqu'à Toulouse.
Le vaste territoire montagnard de la commune était tourné vers l'Espagne. En période d'épizootie, les pâtres avaient la possibilité de mener leurs troupeaux sur le versant espagnol du pic du Montareing et de la passade de Montareing. Les vastes estives proches du lac Mariola, étaient parfois le théâtre de rixes avec les bergers autochtones. La tradition orale des habitants, notamment ceux du hameau de la Soumère, fait état de plusieurs épisodes de violences. Les bergers sentenacois gagnaient ces hauts pâturages en empruntant le port de Martérat.
Village de montagne, Sentenac est riche d'une tradition fromagère (tomme réputée grâce à la richesse de certains pâturages en réglisse). Chaque structure de fabrication était organisée sur le mode de la « coopérative », la cabane. Chaque lundi de Pâques, l'ensemble des éleveurs se réunissait dans les auberges afin de désigner le majoural. Le majoural détenait l'autorité et supervisait la vie dans les pâturages en attribuant à chacun une tâche.
Les pâtres de la cabane de la Coumière produisaient une tomme réputée  du fait de la  richesse  des pâturages en réglisse.
Au hameau d'Arpos se trouve une unité de fabrication de fromage fermier au lait cru de montagne. Basée sur le savoir-faire ancestral de toute une lignée familiale exploitant les hautes estives de Casabédé, cette fabrication s'inscrit dans la tradition familiale de la famille Jampaou. L'appellation du produit est la fromagerie L'Arpos.
La commune fait partie de la petite région agricole dénommée « Région pyrénéenne ». En 2010, l'orientation technico-économique de l'agriculture  sur la commune est l'élevage d'herbivores hors bovins, caprins et porcins.
|                                   | 1988 | 2000 | 2010 |
| --------------------------------- | ---- | ---- | ---- |
| Exploitations                     | 17   | 13   | 11   |
| Superficie agricole utilisée (ha) | 286  | 311  | 286  |

Le nombre d'exploitations agricoles en activité et ayant leur siège dans la commune est passé de 17 lors du recensement agricole de 1988 à 13 en 2000 puis à 11 en 2010, soit une baisse de 35 % en 22 ans. Le même mouvement est observé à l'échelle du département qui a perdu pendant cette période 48 % de ses exploitations. La surface agricole utilisée sur la commune a quant à elle augmenté, passant de 286 ha en 1988 à 286 ha en 2010. Parallèlement la surface agricole utilisée moyenne par exploitation a augmenté, passant de 17 à 26 ha.

## Culture locale et patrimoine

### Lieux et monuments
- Église Saint-Jacques, reconstruite au XVIIIe siècle, 
Des travaux de consolidation des voûtes et réfection de la toiture ont été réalisés en 2004, aidés à hauteur de 14 000 € par la Fondation pour la Sauvegarde de l’Art français[60].
- Stèle en souvenir de Louis Barrau, passeur de 19 ans, tué le 12 septembre 1943 par les Allemands.
- Altisurface de la Plagne de Bouirex[61] pouvant recevoir des avions monomoteurs (qualification montagne requise) et des ULM (42° 31′ 12″ N, 1° 04′ 54″ E).

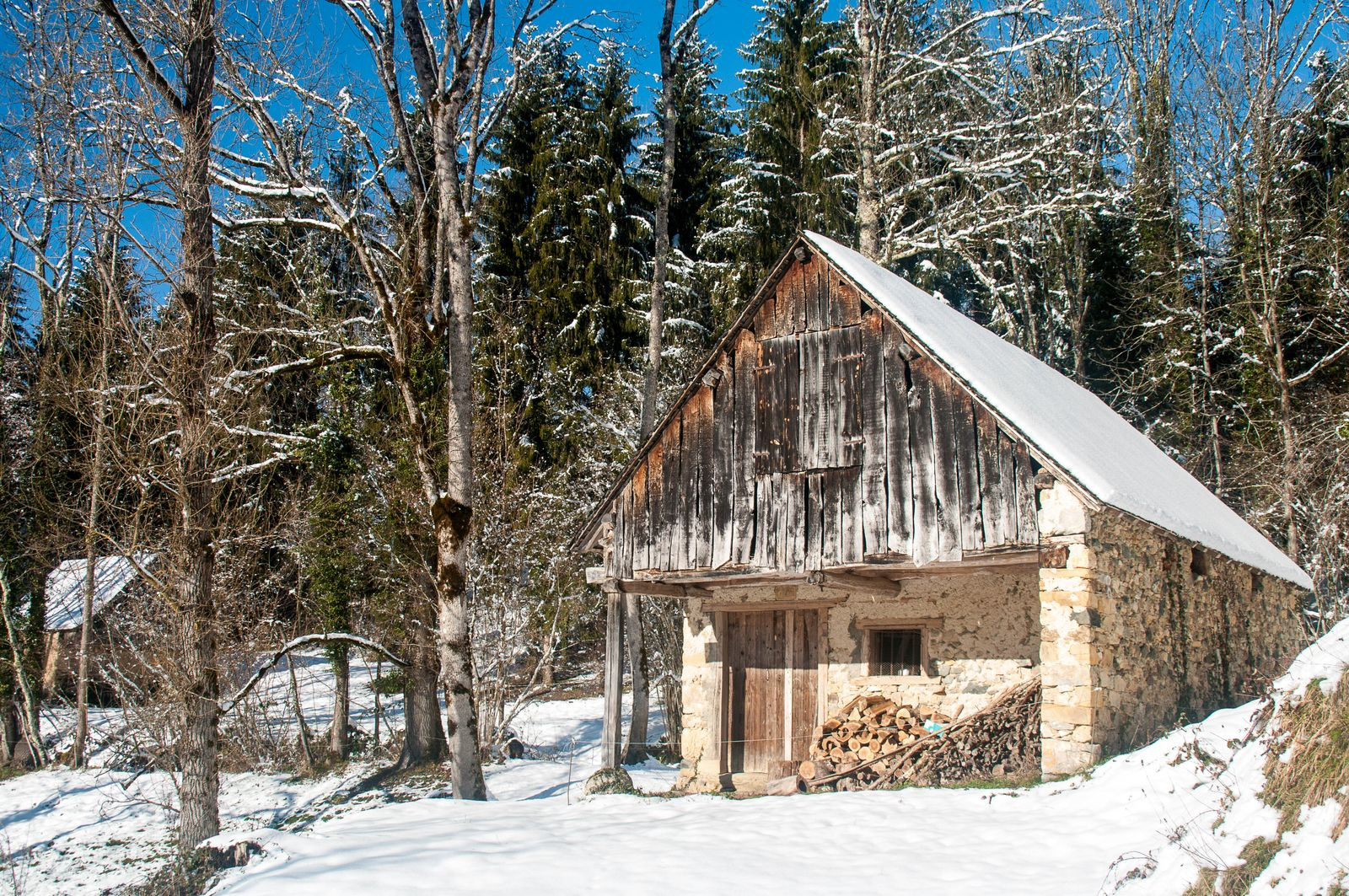
Grange typique de Sentenac en janvier 2021.
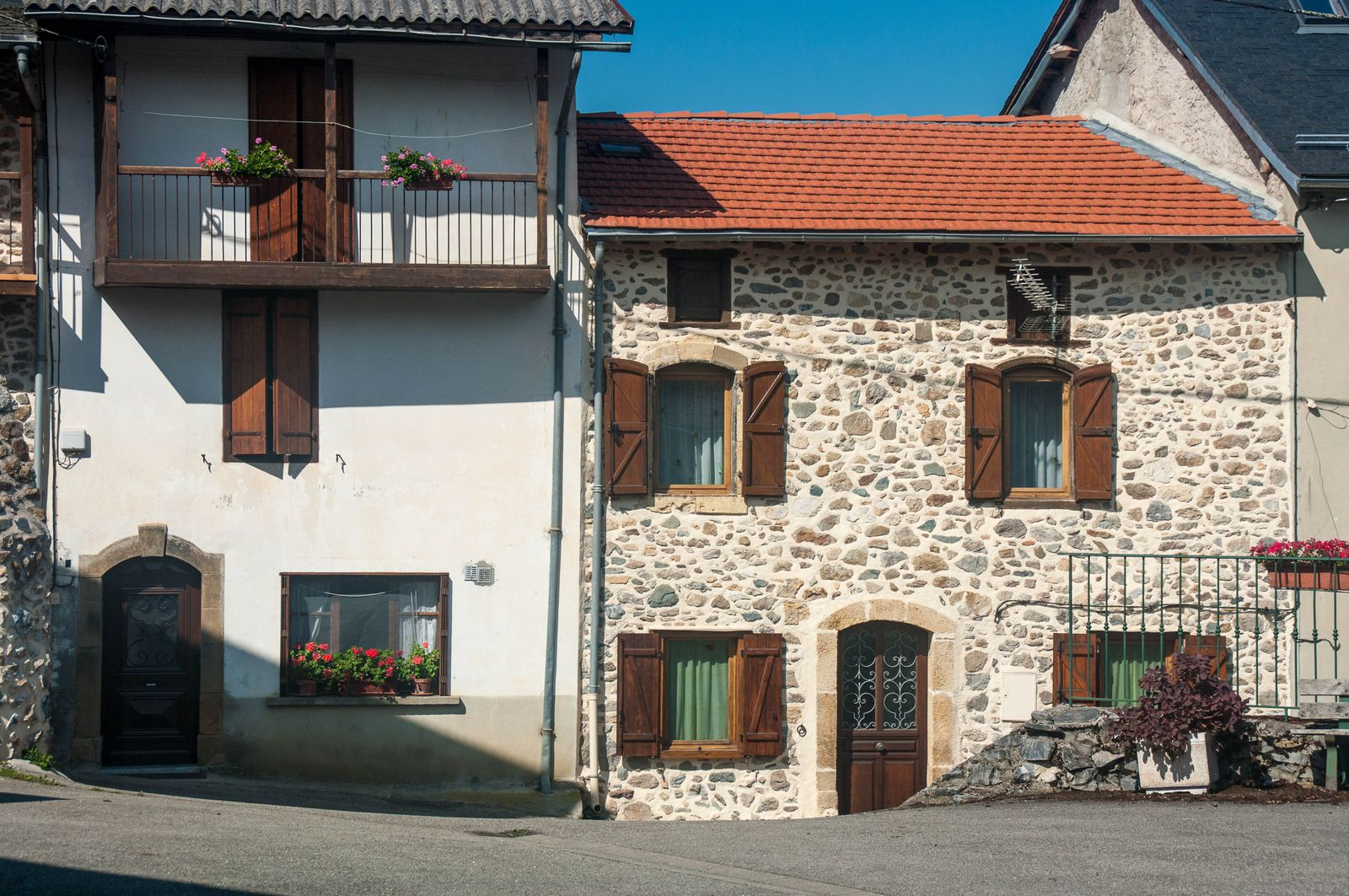
Maisons rénovées
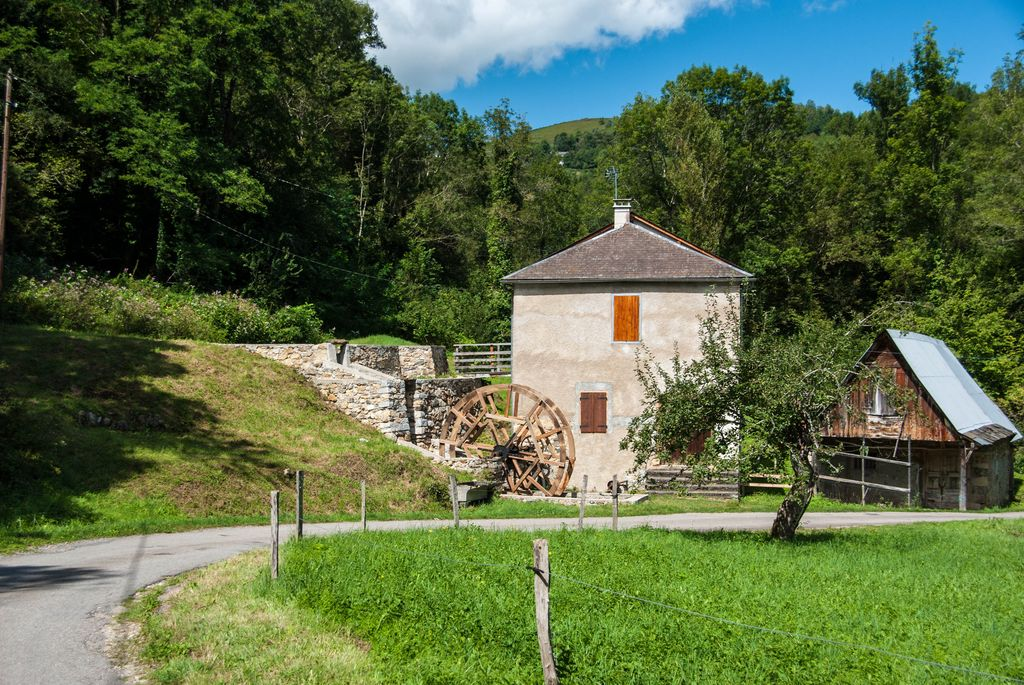
Moulin en 2017.
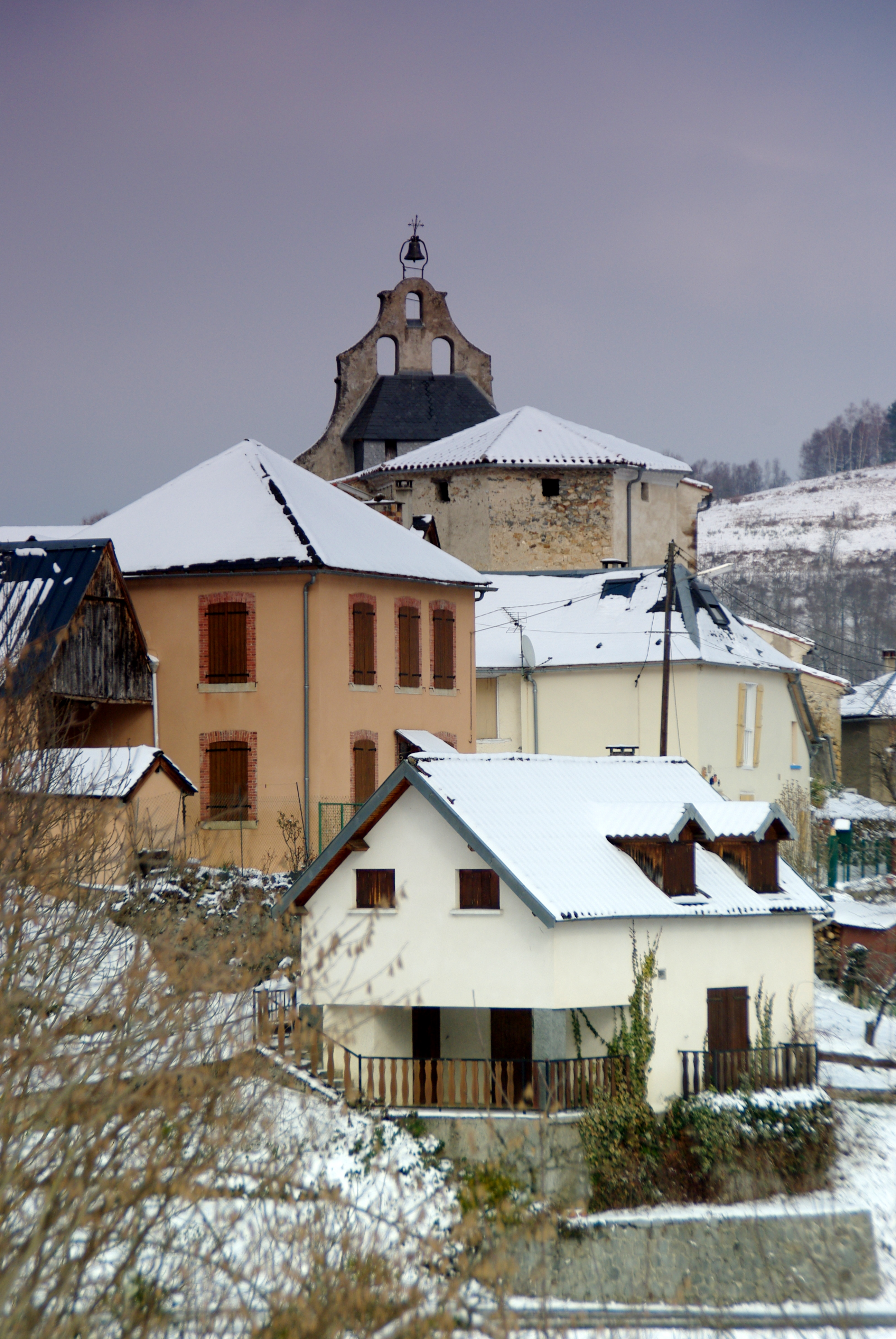
Hiver 2010
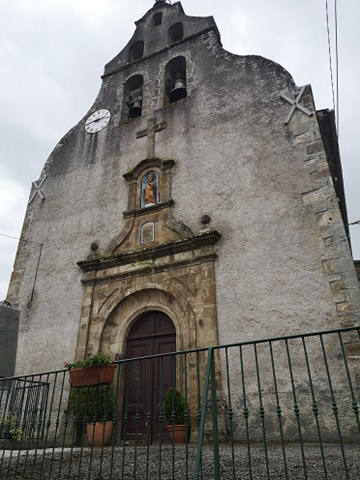
Église Saint-Jacques en juin 2020
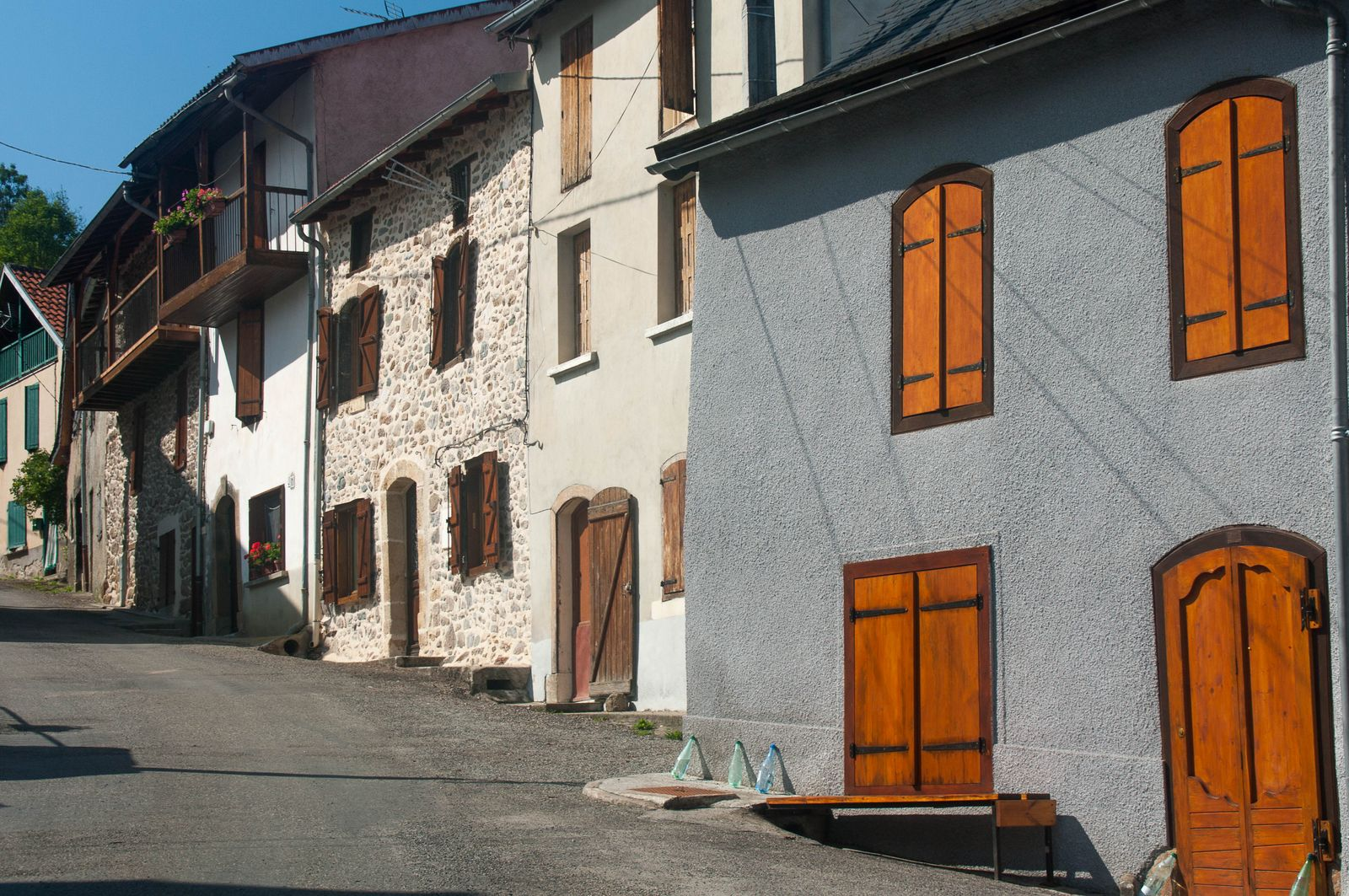
La rue principale en août 2021.
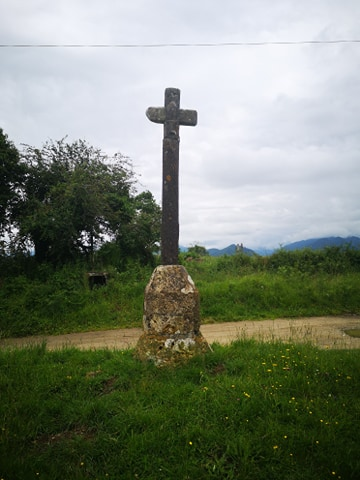
Croix au col de Catchaudégué (893 m) en juin 2020.

### Personnalités liées à la commune
- Daniel Giraud (1946-2023), écrivain, essayiste libertaire, musicien de blues sous le nom de scène de Dan Giraud. Il a habité sur la commune. Auteur d’une imposante bibliographie intégrant de multiples domaines du savoir, il s’est distingué par la richesse de sa production poétique, philosophique et littéraire. Reconnu par le monde de la culture, il fut publié dans de grandes maisons d’éditions telles Albin Michel. Créant sa propre maison d’édition « Révolution intérieure », il produisit de nombreux textes dans tous ses domaines de prédilection.

## Pour approfondir